# Antoine Pazur
Antoine Pazur, né le 3 janvier 1931 à Aulnoye (Nord) et décédé à Loches le 20 octobre 2011, est un footballeur international français.

## Biographie
Antoine Pazur commence sa carrière sportive par la pratique de l'athlétisme, puis il débute comme footballeur à l'AS Aulnoye en 1947. Il devient professionnel à l'US Valenciennes en 1950, avant de rejoindre la grande équipe du Lille OSC, en 1951.
Sélectionné une fois en équipe de France A le 17 décembre 1953, Antoine Pazur fait la majeure partie de sa carrière à Lille OSC en Division 1. Puis, il a quitté son statut professionnel pour rejoindre Loches (Indre et Loire) comme entraîneur-joueur.
Très bon défenseur et bon tireur de coups francs, il a interrompu sa carrière à la suite d'une grave blessure à un œil. Il vivait une paisible retraite à Perrusson, petit village d'Indre et Loire.
Professeur d'EPS à Beaulieu-lès-Loches et entraineur de l'équipe de football dans les années 1970-1980.
Il est mort le 20 octobre 2011, âgé de 80 ans.

## Palmarès
- Champion de France en 1954 (avec le Lille OSC)
- Vainqueur de la Coupe de France 1953 et 1955 (avec le Lille OSC)
- Finaliste de la Coupe de France 1951 (avec l'US Valenciennes-Anzin)